# Agonopterix angelicella
Agonopterix angelicella — вид метеликів родини плоских молей (Depressariidae).

## Поширення
Вид поширений в Європі та Північній Азії на схід до Японії включно.

## Опис

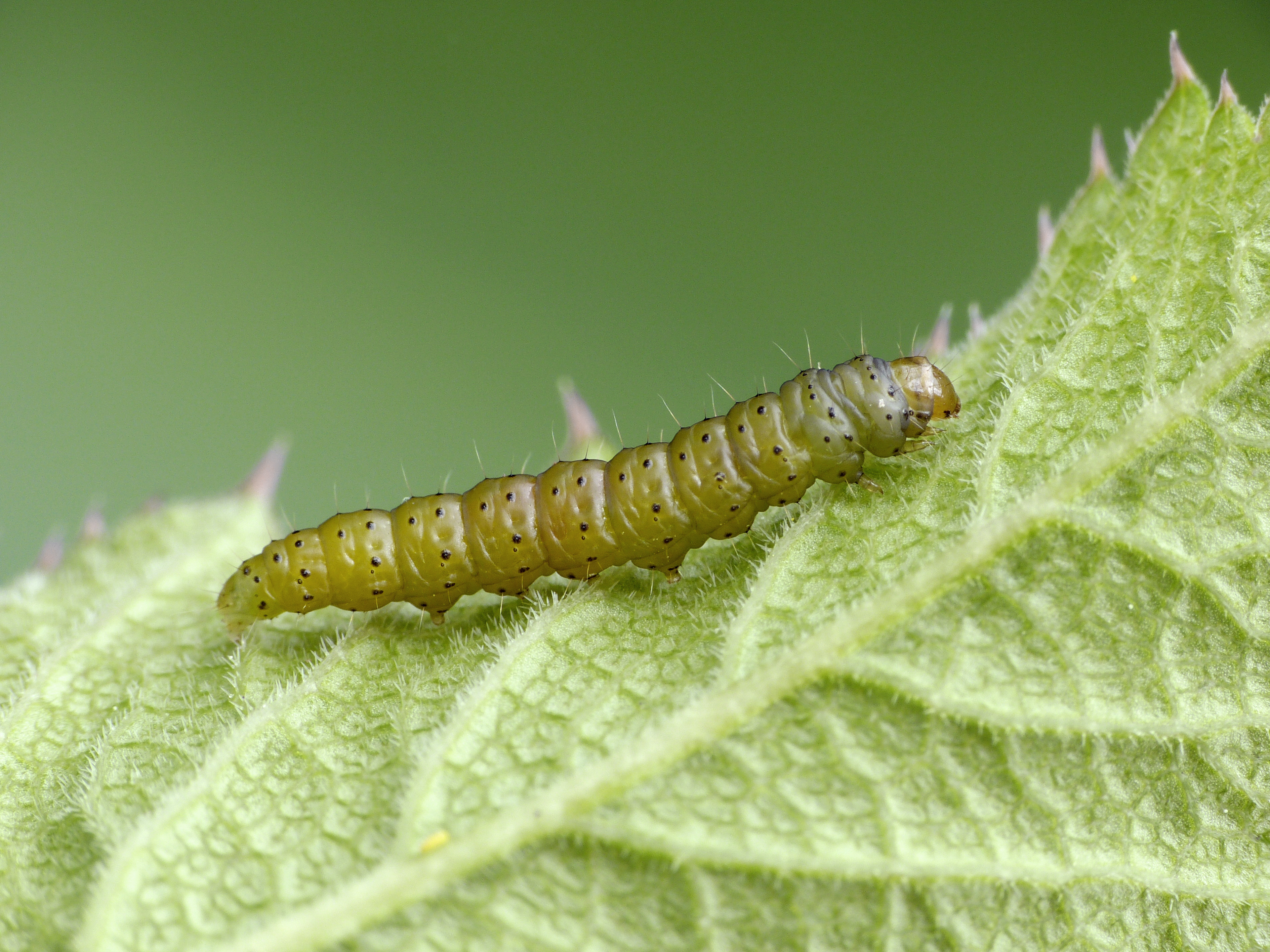
Гусениця

Розмах крил становить 16-21 мм. Голова світло-вохристо-жовта. Передні крила рожево-вохристі, коста більш рожева з чорними цятками, посипана темно-рудими лусочками. Задні крила білувато-сірі. Личинка зеленувато-сіра з чорними точками; голова червонувато-вохриста.

## Спосіб життя
Імаго літають з серпня по вересень. Личинки харчуються серед пряденого листя або пагонів Angelica, Heracleum, Laserpitium, Aegopodium, Pimpinella saxifraga і Pastinaca.

## Підвиди
- Agonopterix angelicella angelicella
- Agonopterix angelicella ochrosephara Saito, 1980 — ендемік Японії